# Crediton Hamlets
Crediton Hamlets est une paroisse civile du Devon, située dans l'Angleterre du Sud-Ouest. Elle a une population de 1 307 habitants au recensement de 2001. 